# Grosvenoria lopezii
Grosvenoria lopezii là một loài thực vật có hoa trong họ Cúc. Loài này được H.Rob. mô tả khoa học đầu tiên năm 2006.